# Валеро, Бодил
Бодил Элизабет Валеро (до июня 2015 года Себальос) (швед. Bodil Elisabeth Valero; 14 мая 1958, Лундстрем, Швеция) — шведский государственный и политический деятель, член шведской партии зелёных и депутат Европарламента. Также она была членом Риксдага (2006—2014). Валеро была юристом и раньше работала переводчиком и помощником бывшего члена парламента от ЕС по вопросам защиты окружающей среды Ингера Шёрлинга.
На европейских выборах 2014 года Валеро была на третьем месте в списке партии зелёных и была избрана депутатом Европейского парламента.

## Карьера

### Член муниципального Совета Евле (1994—2006)
В 1994 году Валеро присоединилась к партии зелёных и заняла место в муниципальном совете Евле, где позже стала муниципальным советником партии.

### Депутат Риксдага от округа Евлеборг
В 2006 году она была избрана депутатом Риксдага от партии зелёных от округа Евлеборг и стала членом комитета по иностранным делам. Во время депутатства в риксдага она занималась миграционной политикой, правами меньшинств, миром, помощью и экспортом оружия.

### Депутат от Европарламента (2014—2019)
В 2014 году она была избрана, находясь на третьем месте в списке партии зелёных, в Европейский парламент. Валеро стала руководителем делегации партии зелёных в Европейском парламенте и вице-председателем партийной группы Зеленые — Европейский свободный альянс. Она была пресс-секретарем партии зелёных в Европарламенте по безопасности и обороне и была постоянным членом Подкомитета по безопасности и обороне (SEDE), Комитета по гражданским свободам и правам (LIBE) и заместителем в Комитете по иностранным делам (AFET). Она также была членом делегации в Совместной парламентской ассамблее АШП-ЕС и была вице-президентом межгрупповой группы Европейского парламента по Западной Сахаре.
Валеро работала над правами беженцев и мигрантов в ЕС. Она выступала за открытую и гуманную миграционную политику и раскритиковала соглашение о миграционной политике ЕС с Турцией в пользу государств-членов ЕС, разделяющих ответственность за прием беженцев.
Валеро придерживается прав меньшинств, включая курдов, каталонцев, сирийцев и рома.
С 2014 года она была представителем зелёных на переговорах по ежегодному докладу Европейского парламента и о переговорах о членстве Турции.
Будучи докладчиком ежегодного доклада Европейского парламента о контроле над экспортом вооружений два года подряд, она предложила более чётко придерживаться общей позиции ЕС в отношении экспорта вооружений.
Она также заявляла приверженность праву женщин на законный и безопасный аборт, уделяя особое внимание правам женщин в Сальвадоре.